# Cyperus javanicus
Cyperus javanicus är en halvgräsart som beskrevs av Maarten Willem Houttuyn. Cyperus javanicus ingår i släktet papyrusar, och familjen halvgräs. Inga underarter finns listade i Catalogue of Life.

## Bildgalleri

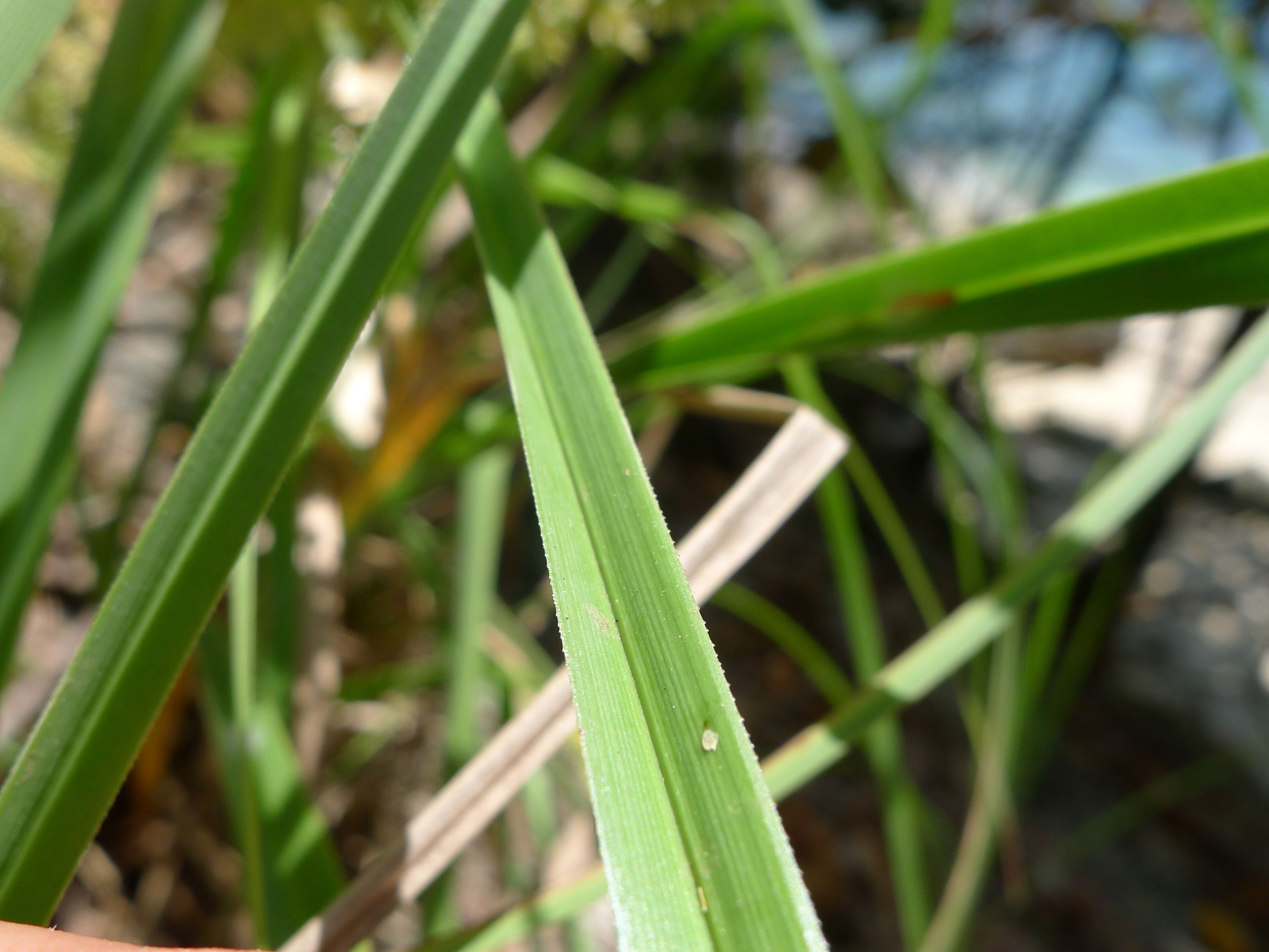
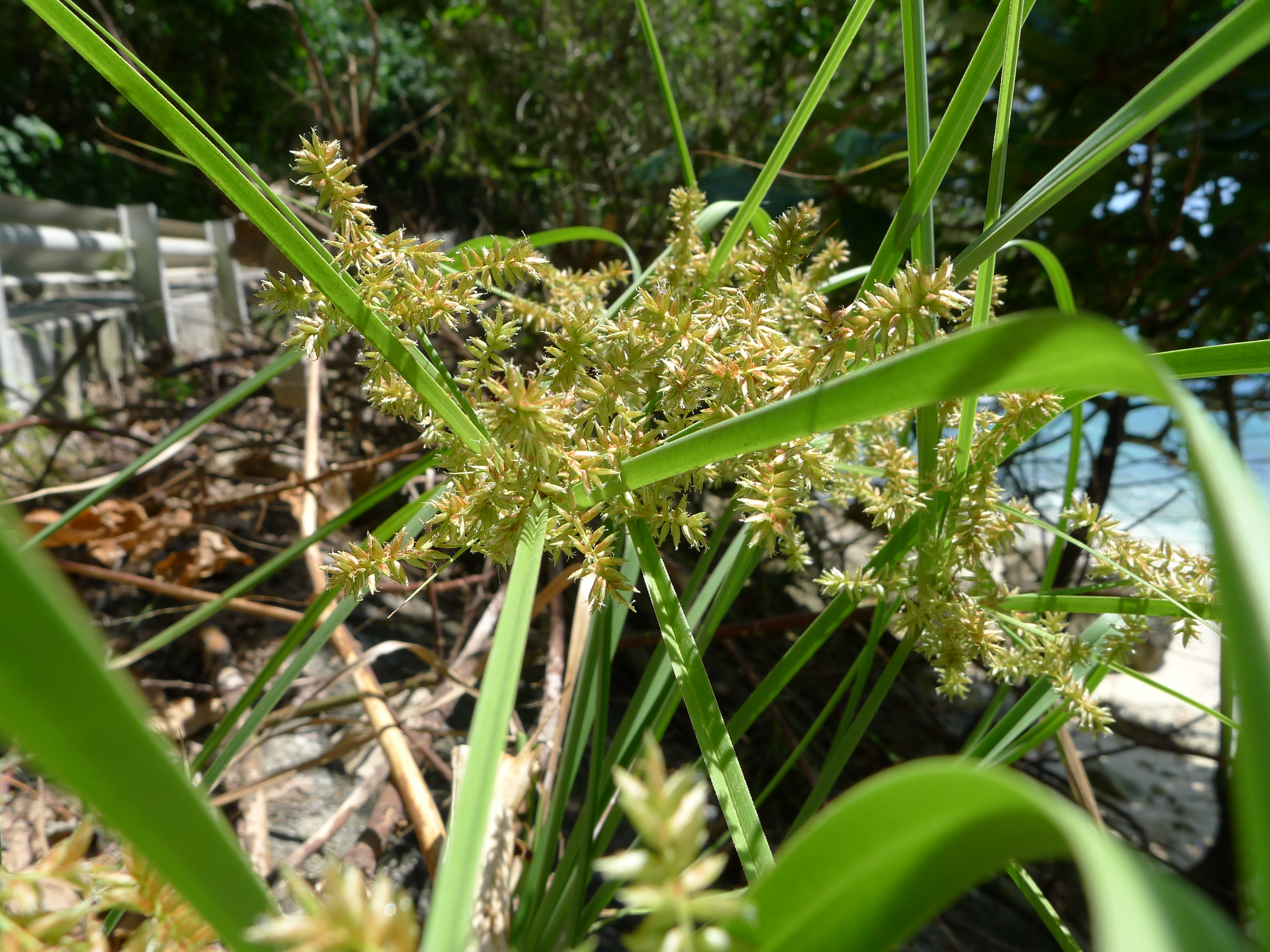
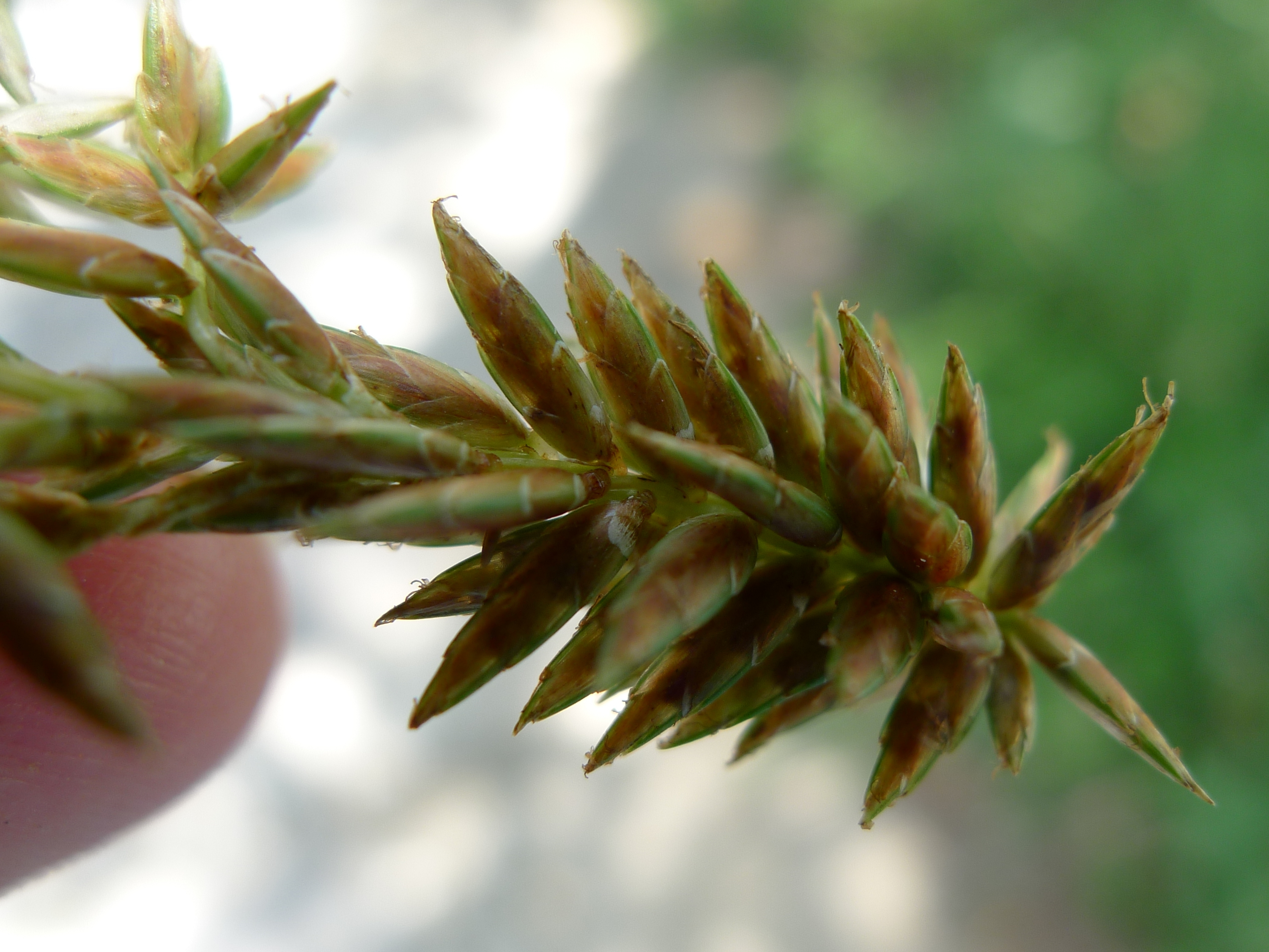
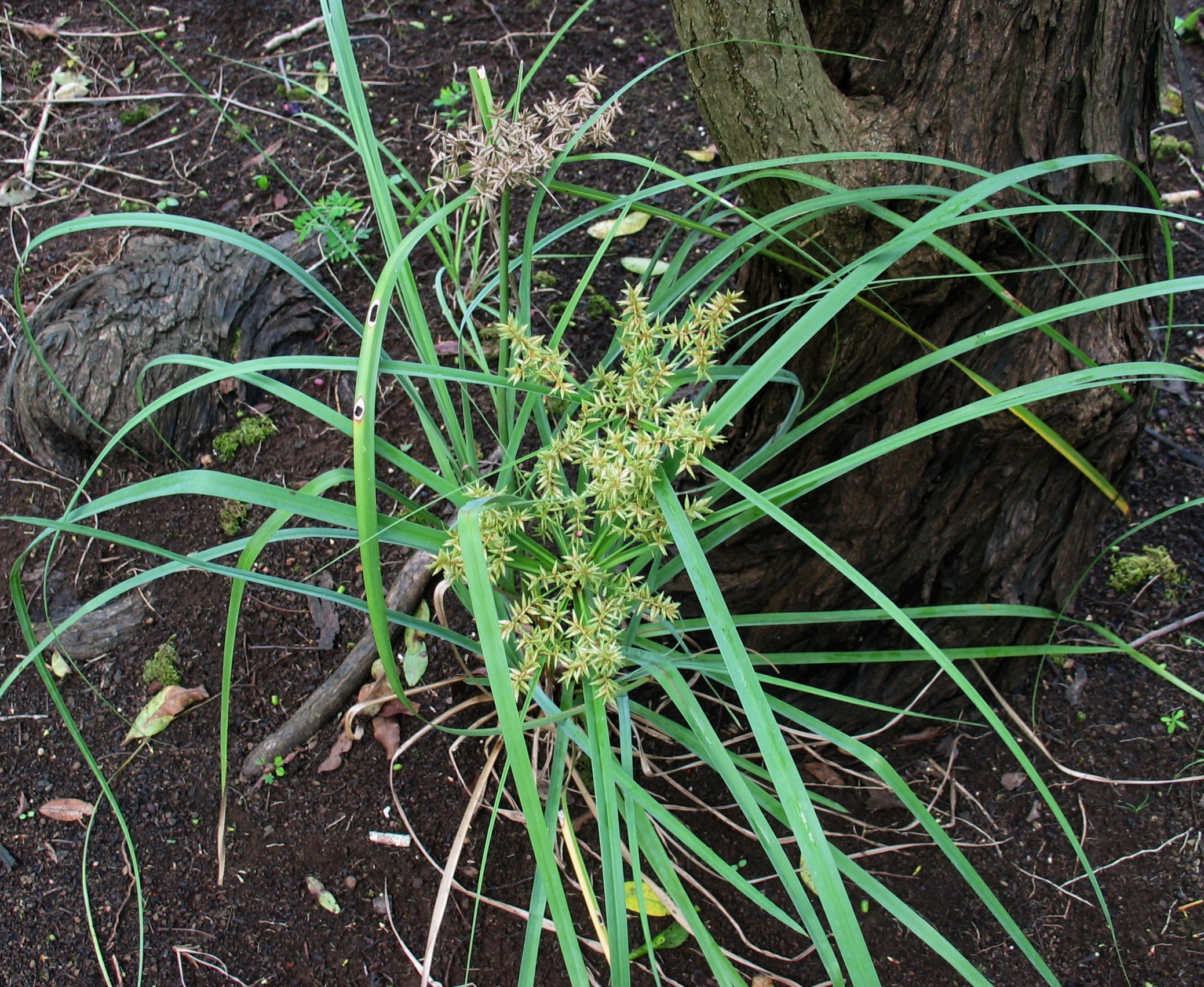
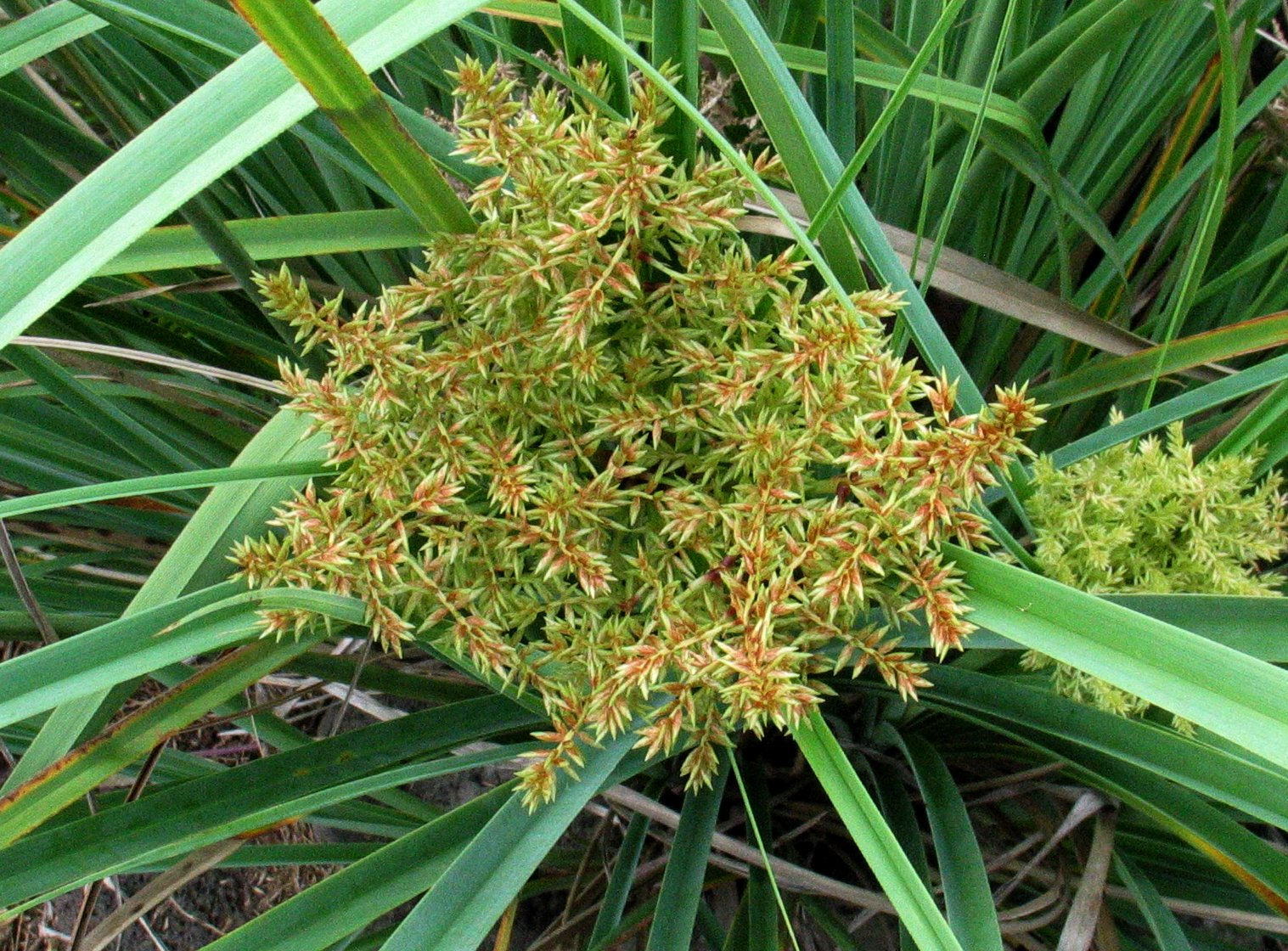
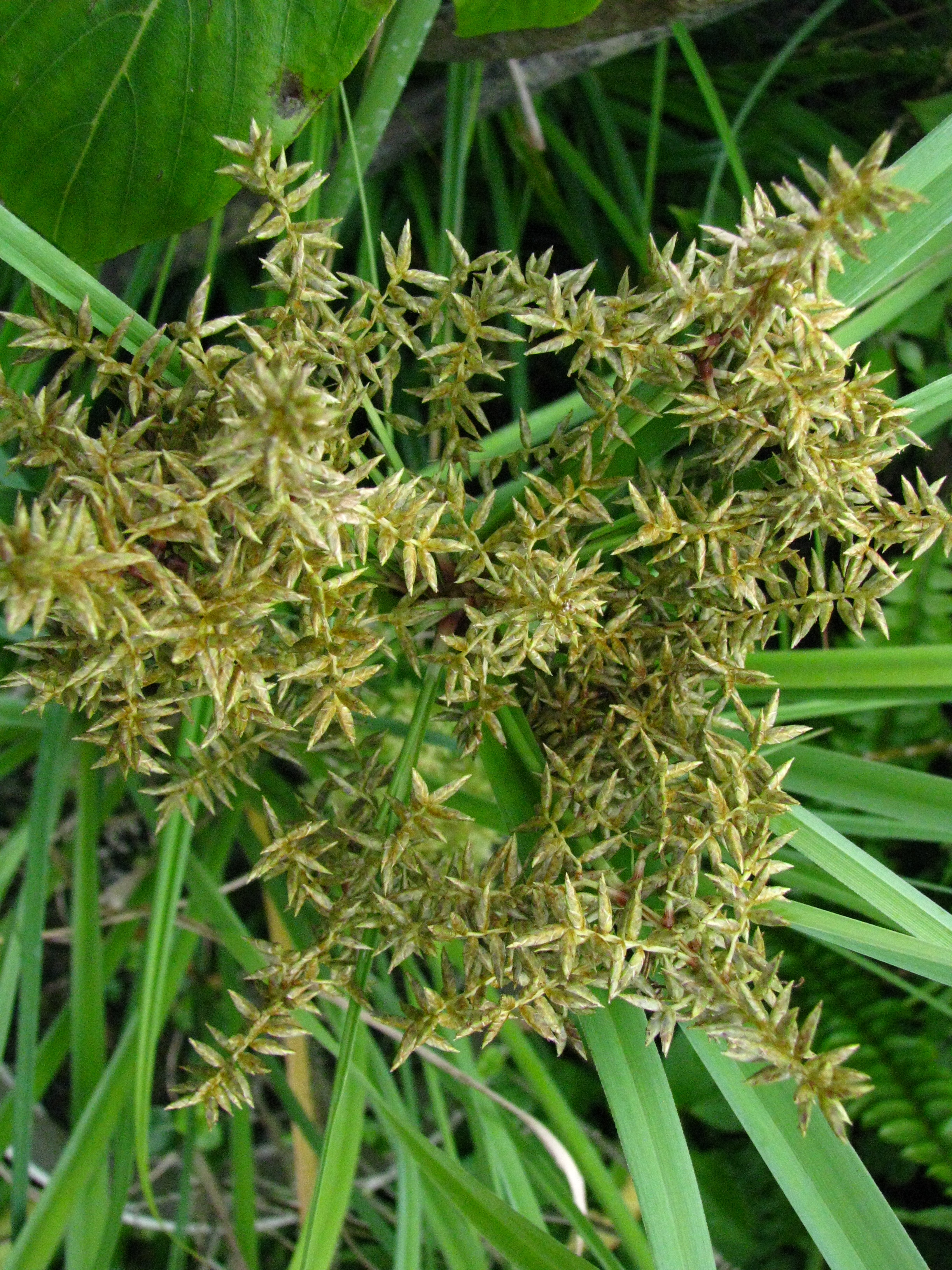